# غوس دوغاس
غوس دوغاس (بالإنجليزية: Gus Dugas)‏ هو لاعب كرة قاعدة أمريكي، ولد في 24 مارس 1907 في Saint-Jean-de-Matha ‏ في كندا، وتوفي في 14 أبريل 1997 في كولتشستر في الولايات المتحدة.

## وصلات خارجية
- غوس دوغاس على موقع دوري كرة القاعدة الرئيسي (الإنجليزية)
- غوس دوغاس على موقعبيزبول رفرنس.كوم (الدوري الرئيسي) (الإنجليزية)
- غوس دوغاس على موقعبيزبول رفرنس.كوم (الدوري الثانوي) (الإنجليزية)